# سیای اس.۵۲
سیای اس. ۵۲ (به انگلیسی: SIAI_S.52) یک هواگرد ملخ‌پیشین تک‌موتوره از نوع هواپیمای جنگنده ساخت شرکت SIAI است. هواگرد سیای اس. ۵۲ نخستین پروازش را در ۱۹۲۴ میلادی انجام داد. در مجموع، تعداد ۲ فروند از این هواگرد ساخته شده‌است.
طراح این هواگرد، Alessandro Marchetti (1884-1966) بود.